# America's Cup
America's Cup er den mest prestigefyldte og berømte kapsejlads i sejlsportens verden.
Sejladsen er en duel mellem to både – forsvareren (den regerende mester) og udfordreren, der udkæmper duellen i match race-sejladser. De to både findes gennem to serier af udtagelsessejladser. Historisk set har der både været udfordrerudtagelser, den såkaldte Louis Vuitton Cup, samt forsvarerudtagelser, idet æren som forsvarer automatisk tilfalder den vindende båds land frem for bådens klub. Gennem de senere år er deltagelse i America's Cup dog blevet så bekosteligt, at der sjældent sejles en forsvarerudtagelse. Pladsen som forsvarer tilfalder så automatisk den regerende mesterbåd. Udfordrerserien Louis Vuitton Cup er siden 1983 blevet sponsoreret af firmaet Louis Vuitton. 
Selve America's Cup har derfor normalt deltagelse af vinderen af Louis Vuitton Cup og den regerende mester. Vinderen af America's Cup får som præmie den store ære at hjembringe trofæet "the auld mug" til sin hjemklub.
Faste regler afgør bådenes form, størrelse, vægt m.m. Dette specificeres i the Deed of Gift. 
Selvom stævnet i bund og grund består af sejladser, er det i høj grad også en konkurrence i båd- og sejldesign, sponsorprofilering og teamwork.
På grund af sejladsens historie og prestige tiltrækker den verdens dygtigste sejlere og verdens dygtigste båddesignere, og pokalen betragtes som en slags "sejlsportens hellige gral".

## Historie
I 1800-tallet var Storbritannien en stormagt, i høj grad i kraft af sin flåde, "Englands stolthed". I 1851 stillede en båd fra kolonierne op til en af de stolteste kapsejladser i England, 100 Guinea Cup. Hendes Majestæt Dronning Victoria var om bord på målgangsfartøjet, da den sortmalede skonnert America passerede mållinjen og saluterede dronningen ved at kippe tre gange med sit flag. Dronningen skal have spurgt "Hvem blev nr. to?", og det berømte svar var "Deres Majestæt, der er ingen andenplads."
Bådens daværende ejer John Cox Stevens, formand for New York Yacht Club, valgte at sælge sit fartøj i England og vendte tilbage til sin hjemklub som en helt med det stolte trofæ. Trofæet blev herefter doneret til New York Yacht Club, og der blev skrevet et gavebrev, the deed of gift, som specificerede at fremtidige sejladser skulle foregå som et "tilbagevendende udfordrers mesterskab for venligsindet konkurrence mellem nationer". Således fødtes America's Cup, der altså ikke er opkaldt efter landet men efter skibet, der vandt det stolteste trofæ fra det engelske imperium.
Der har gennem tiderne været holdt pauser i sejladserne, bl.a. fra 1851 til 1870, hvor ingen sejladser blev afholdt, fordi ingen turde udfordre amerikanerne. Fra tid til andet har der været ret lange pauser mellem to udgaver af America's Cup, eksempelvis var der ingen sejladser i perioderne 1902-1920 og 1937-1958, men siden 1958 har sejladserne været afholdt med jævne mellemrum, ca. hvert 4. år.
Trofæet blev på amerikanske hænder helt indtil 1983, da en udfordrer endelig brød amerikanernes sejrsrække. Vinderen blev båden Australia II fra Australien, som satte en stopper for den længste kendte sejrsrække i sportens historie. For første gang i 132 år havde amerikanerne tabt deres "cup" til et andet land. Skipperen af Australia II, John Bertrand, blev citeret for udtalelsen "This puts yacht racing back on the map!"

## America's Cup-trofæet
America's Cup-trofæet er formentlig det ældste fortsat aktive trofæ i international sport. F.eks. er det 20 år ældre end den engelske pokalturnering i fodbold, FA Cup. 
Pokalen var oprindeligt navngivet "The Royal Yacht Squadron cup" men skiftede navn (til America's Cup), da skonnerten America vandt sejladsen, og for første gang bragte trofæet til kolonien Amerika. Trofæet blev doneret til New York Yacht Club i USA i 1857 og blev på amerikanske hænder indtil 1983, da båden Australia II fra Australien satte en stopper for den længste kendte sejrrække i sportens historie. 

## Hvordan afgøres America's Cup?
Sejladserne afgøres som match race-sejladser. "Forsvareren", altså den nation der er den regerende mester, har i princippet sine egne udtagelsessejladser, hvor både fra forskellige sejlklubber kan mødes i forsøget på at finde den bedst egnede båd til at forsvare trofæet og landets ære. Vinderen af forsvarernes udtagelsessejladser møder "udfordreren" i selve America's Cup.
Det er adskillige år siden at det har været nødvendigt at afholde forsvarernes udtagelsessejladser, idet de sidste mange års America's Cup er blevet vundet af mindre nationer med begrænsede budgetter. Derfor er rollen som forsvarer gennem de seneste år automatisk tilfaldet den nationale klub eller den sejlklub, hvor den vindende båd hørte hjemme.
"Udfordreren" er vinderen af udfordrernes udtagelsessejladser, som siden 1983 har været sponsoreret af Louis Vuitton og derfor kaldes Louis Vuitton Cup. Hver af de udfordrende nationers både mødes i match race-dueller i de såkaldte round robin-sejladser. Hver sejlads giver 1 point til vinderen, og til slut tælles resultaterne sammen. De fire både med flest point går videre til semifinalerne, hvor vinderen af round robin-sejladserne kan vælge sin modstander. Vinderne af semifinalerne mødes i finalen om Louis Vuitton Cup. Vinderen af Louis Vuitton Cup får æren af at møde "forsvareren" i sejladsen om America's Cup.
Vinderen af America's Cup får til opgave at afholde næste stævne. Da Schweiz med syndikatet Alinghi i 2003 vandt America's Cup tilbage til Europa for første gang i 152 år, fik de et unikt problem: Hvordan afholder man America's Cup, når man ikke selv har en kyst? Alinghi valgte at bede de europæiske kystnationer om at søge om værtskabet, og vinderen af denne budrunde blev Valencia i Spanien.

## Bådene
Da 100 Guinea Cup blev sejlet, var bådene krigsskibe, skonnerter. Båden America var ikke den første fra kolonierne som stillede op, men her må man huske, at man for at deltage i en sejlads i England først måtte sejle båden over Atlanterhavet, båden var således både større og tungere end de engelske både, som kunne bygges lettere og mindre til sejladser nærmere kysten. Dette er også en af årsagerne til at der skulle gå 136 år, før et andet land vandt America's Cup fra USA, og det land var Australien. Efter indtoget i "glasfiber-alderen" kunne udfordrerbådene bygges lettere og skibes over til sejladserne på fragtskibe. En ny tidsalder var gået ind.
Ser man på de forskellige fartøjer gennem årene er der sket mange ændringer. Den forsvarende klub har muligheden for at sætte nogle specifikationer for bådene, som udfordrerne så må følge. 
Disse regler bliver ikke altid skrevet i et entydigt sprog, og derfor skete der i 1988 det usædvanlige, at Dennis Conner fra USA stillede op med en katamaran, altså en toskroget båd, som vandt på sejladserne vandet, men new zealænderne protesterede, og resultatet blev senere afgjort i retten, hvor New Zealand først vandt. USA appellerede imidlertid afgørelsen og vandt endelig America's Cup – ikke det stolteste øjeblik i sejladsens historie.

### Vindere gennem årene
| År                                                                          | Vinderbåd                         | Modstander                | Resultat    | Sted                          |
| --------------------------------------------------------------------------- | --------------------------------- | ------------------------- | ----------- | ----------------------------- |
| 2007                                                                        | Alinghi (forsvarer)               | Emirates Team New Zealand | 5-2         | Valencia, Spanien             |
| 2003                                                                        | Alinghi (udfordrer)               | Team New Zealand          | 5-0         | Auckland, New Zealand         |
| 2000                                                                        | Team New Zealand (forsvarer)      | Luna Rossa                | 5-0         | Auckland, New Zealand         |
| 1995                                                                        | Black Magic (udfordrer)           | Young America             | 5-0         | San Diego, USA                |
| 1992                                                                        | America³ (forsvarer)              | Il Moro di Venezia        | 4-1         | San Diego, USA                |
| 1988                                                                        | Stars and Stripes '88 (forsvarer) | KZ1                       | 2-0         | San Diego, USA                |
| 1987                                                                        | Stars and Stripes '87 (udfordrer) | Kookaburra III            | 4-0         | Fremantle, Australien         |
| 1983                                                                        | Australia II (udfordrer)          | Liberty                   | 4-3         | Newport, USA                  |
| 1980                                                                        | Freedom (forsvarer)               | Australia                 | 4-1         | Newport, USA                  |
| 1977                                                                        | Courageous (forsvarer)            | Australia                 | 4-0         | Newport, USA                  |
| 1974                                                                        | Courageous (forsvarer)            | Southern Cross            | 4-0         | Newport, USA                  |
| 1970                                                                        | Intrepid (forsvarer)              | Gretel II                 | 4-1         | Newport, USA                  |
| 1967                                                                        | Intrepid (forsvarer)              | Dame Pattie               | 4-0         | Newport, USA                  |
| 1964                                                                        | Constellation (forsvarer)         | Sovereign                 | 3-1         | Newport, USA                  |
| 1962                                                                        | Weatherly (forsvarer)             | Gretel                    | 4-1         | Newport, USA                  |
| 1958                                                                        | Columbia (forsvarer)              | Sceptre                   | 3-1         | Newport, USA                  |
| 1937                                                                        | Ranger (forsvarer)                | Endeavour II              | 4-0         | Newport, USA                  |
| 1934                                                                        | Rainbow (forsvarer)               | Endeavour                 | 4-2         | Newport, USA                  |
| 1930                                                                        | Enterprise (forsvarer)            | Shamrock V                | 4-0         | Newport, USA                  |
| 1920                                                                        | Resolute (forsvarer)              | Shamrock IV               | 3-2         | New York City, USA            |
| 1903                                                                        | Reliance (forsvarer)              | Shamrock III              | 3-0         | New York City, USA            |
| 1901                                                                        | Columbia (forsvarer)              | Shamrock II               | 3-0         | New York City, USA            |
| 1899                                                                        | Columbia (forsvarer)              | Shamrock                  | 3-0         | New York City, USA            |
| 1895                                                                        | Defender (forsvarer)              | Valkyrie III              | 3-0         | New York City, USA            |
| 1893                                                                        | Vigilant (forsvarer)              | Valkyrie II               | 3-0         | New York City, USA            |
| 1887                                                                        | Volunteer (forsvarer)             | Thistle                   | 2-0         | New York City, USA            |
| 1886                                                                        | Mayflower (forsvarer)             | Galatea                   | 2-0         | New York City, USA            |
| 1885                                                                        | Puritan (forsvarer)               | Genesta                   | 2-0         | New York City, USA            |
| 1881                                                                        | Mischief (forsvarer)              | Atalanta                  | 4-1         | New York City, USA            |
| 1876                                                                        | Madeleine (forsvarer)             | Countess of Dufferin      | 2-0         | New York City, USA            |
| 1871                                                                        | Columbia og Sappho (forsvarere)   | Livonia                   | 4-1 (2-2-1) | New York City, USA            |
| 1870                                                                        | Magic (a) (forsvarer)             | Cambria                   | 1-0         | New York City, USA            |
| 1851                                                                        | America                           | Aurora (b)                | 1-0         | Cowes, Isle of Wight, England |
| (a) Sammen med 16 andre både fra New York Yacht Club. (b) Og 13 andre både. |                                   |                           |             |                               |

### America's Cup 2007
Uddybende artikel: America's Cup 2007
Disse hold kæmper om sejren i America's Cup 2007:
| Land                                         | Holdnavn                           | Sejlklub                           | Ekst. link                                              |
| -------------------------------------------- | ---------------------------------- | ---------------------------------- | ------------------------------------------------------- |
| Forsvarende båd                              |                                    |                                    |                                                         |
| Schweiz                                      | Alinghi (forsvarer)                | Société Nautique de Genève         | Hjemmeside                                              |
| Udfordrende båd– vinder af Louis Vuitton Cup |                                    |                                    |                                                         |
| New Zealand                                  | Emirates Team New Zealand          | Royal New Zealand Yacht Squadron   | Hjemmeside                                              |
| Udfordrerne – deltagere i Louis Vuitton Cup  |                                    |                                    |                                                         |
| USA                                          | BMW Oracle Racing                  | Golden Gate Yacht Club             | Hjemmeside                                              |
| Italien                                      | +39 Challenge                      | Circolo Vela Gargnano              | Hjemmeside Arkiveret 29. april 2007 hos Wayback Machine |
| Sydafrika                                    | Team Shosholoza                    | Royal Cape Yacht Club              | Hjemmeside                                              |
| New Zealand                                  | Emirates Team New Zealand          | Royal New Zealand Yacht Squadron   | Hjemmeside                                              |
| Italien                                      | Luna Rossa Challenge               | Yacht Club Italiano                | Hjemmeside                                              |
| Frankrig                                     | Areva Challenge                    | Cercle de la Voile de Paris        | Hjemmeside                                              |
| Sverige                                      | Victory Challenge                  | Gamla Stans Yacht Sällskap         | Hjemmeside Arkiveret 9. juni 2007 hos Wayback Machine   |
| Spanien                                      | Desafío Español 2007               | Real Federación Española de Vela   | Hjemmeside                                              |
| Italien                                      | Mascalzone Latino - Capitalia Team | Reale Yacht Club Canottieri Savoia | Hjemmeside                                              |
| Tyskland                                     | United Internet Team Germany       | Deutscher Challenger Yacht Club    | Hjemmeside Arkiveret 2. april 2007 hos Wayback Machine  |
| Kina                                         | China Team                         | Qingdao International Yacht Club   | Hjemmeside                                              |